# Egg (Schwytz)
Pour les articles homonymes, voir Egg.
Egg est une localité de Suisse.

## Géographie
Le village d'Egg est situé dans le canton de Schwytz, à la sortie du lac de Sihl. Il est situé sur l'un des chemins de Compostelle qui franchit la Sihl sur le Pont du Diable.

## Sources
- (de) Cet article est partiellement ou en totalité issu de l’article de Wikipédia en allemand intitulé « Egg SZ » (voir la liste des auteurs).
- Andreas Meyerhans, « Egg SZ » dans le Dictionnaire historique de la Suisse en ligne.